# Bruno Philippi
Bruno Philippi Irarrázabal (Santiago, 22 de febrero de 1944) es un ingeniero, académico, empresario, investigador, consultor y dirigente gremial chileno de ascendencia alemana, líder máximo de la Sociedad de Fomento Fabril entre los años 2005 y 2009.
Presidente de la Compañía de Telecomunicaciones de Chile por espacio de cinco años, ha destacado por su rol en el sector eléctrico, en el que participó activamente tanto en su vertiente pública como privada.
Casado desde 1968 con Juanita Calvo Montt, es padre de cinco hijos: Andrea, Ian, Julio, Ángela y Pedro.

## Formación
Nació como el hijo mayor del matrimonio conformado por Julio Philippi Izquierdo, ministro de Estado del presidente Jorge Alessandri, y Luz Irarrázabal Larraín. Esta unión dio lugar a otros siete hijos, siendo también hombre solamente el menor, Cristóbal.
Alumno del Colegio del Verbo Divino de la capital, donde compartió aulas con los después parlamentarios Jaime Gazmuri y José Antonio Viera-Gallo, fue educado bajo una moral cristiana y conservadora.
En 1960 ingresó a la Pontificia Universidad Católica de Chile, donde cursó la carrera de ingeniería civil. Una vez titulado partió a la Universidad de Stanford, en los Estados Unidos, donde alcanzó un máster en investigación operativa y un doctorado en ingeniería de sistemas económicos.

## Actividad profesional

### Paso por la dictadura militar
Inició su carrera profesional como académico en la Escuela de Ingeniería de la Universidad Católica, donde llegó a ser jefe del plan de desarrollo de la ingeniería.
Luego del golpe militar de septiembre de 1973, se vinculó a la dictadura militar del general Augusto Pinochet. En ese contexto, asesoró distintos ministerios de Estado y fue titular de la recién formada Comisión Nacional de Energía (CNE), cargo que ocupó por seis años, hasta 1984. A su salida de esta entidad siguió colaborando en otras reparticiones gracias a su amistad con personajes como los economistas Sergio de Castro y Hernán Büchi. En su última etapa en el Gobierno colaboró en la coordinación de proyectos a gran escala en las áreas de la minería del cobre, litio y gas natural.

### Empresario y líder gremial
Del Gobierno central pasó al directorio de la generadora eléctrica Chilgener, en pleno proceso de privatización, cuya presidencia aceptó a fines de los años '80, hecho que coincidió con el arribo a la gerencia general de Juan Antonio Guzmán, ministro de Educación de Pinochet entre julio de 1987 y abril de 1989.
Tras el retorno a la democracia debió enfrentar los embates de la centroizquierdista Concertación, ahora en el Gobierno, quien lo acusó implícitamente de haberse beneficiado con las privatizaciones.
Su participación en Gener, llamada así desde 1998, finalizó en el año 2000, tras la toma de control por parte de la estadounidense AES Corp. El balance de su gestión muestra que de ser una empresa que producía 560 MW la firma pasó a generar 7.600 MW. De su mano también fue la primera eléctrica chilena en invertir en el exterior, llegando a tener presencia en cinco países.
Luego de este capítulo concentró sus fuerzas en emprendimientos propios, la mayor parte desarrollados con el propio Guzmán y con el empresario Andrés Concha, así como en las presidencias de la Compañía de Telecomunicaciones de Chile y la Sociedad de Fomento Fabril (Sofofa), entidades que lideró por cinco, hasta 2006, y cuatro años, hasta 2009, respectivamente.